# (9986) Hirokun
(9986) Hirokun (1996 NX) – planetoida z pasa głównego asteroid okrążająca Słońce w ciągu 4,13 lat w średniej odległości 2,57 j.a. Odkryta 12 lipca 1996 roku.